# David Narey
David Narey (Dundee, 12 giugno 1956) è un ex calciatore scozzese, di ruolo difensore.
Venne inserito nella hall of fame del Dundee Utd nel 2008.

## Palmarès

### Club
- Coppa di Lega scozzese: 3

Dundee United: 1979-1980, 1980-1981
Raith Rovers: 1994-1995
- Campionato scozzese: 1

Dundee United: 1982-1983
- Campionato scozzese di seconda divisione: 1

Raith Rovers: 1994-1995